# Parlamentswahl in Ungarn 1901

Reichsteile und Kronländer der Österreichisch-Ungarischen Monarchie:
Cisleithanien
Transleithanien
Bosnien und Herzegowina (seit 1878 verwaltet, 1908 annektiert)

Die Parlamentswahl in Ungarn 1901 fand vom 2. bis zum 9. Oktober 1901 in Transleithanien statt. Neu besetzt wurde der Ungarische Reichstag (ungarisch Magyar Országgyűlés).

## Wahlsystem
Im Königreich Ungarn und seinen Kronländern galt seit 1867 das Klassenwahlrecht. Vorrechte von Stand und Besitz waren in Ungarn wesentlich stärker maßgebend als in Österreich.

## Wahlergebnis
Das Ergebnis war ein Sieg der Liberalen Partei, die 277 der 413 Sitze gewann.
| Partei                                 | Mandate | %       | Parlamentarische Rolle |
| -------------------------------------- | ------- | ------- | ---------------------- |
| Liberale Partei                        | 277     | 67,07 % | Regierung              |
| Unabhängigkeits- und 48er Partei       | 79      | 19,12 % | Opposition             |
| Katholische Volkspartei                | 25      | 6,05 %  | Opposition             |
| Ugron-unabhängigkeits- und 48er Partei | 13      | 3,14 %  | Opposition             |
| Unabhängige                            | 13      | 3,14 %  | unabhängig             |
| Slowakische Nationalpartei             | 4       | 0,97 %  | Opposition             |
| Serbische Nationalpartei               | 1       | 0,24 %  | Opposition             |
| Demokratische Partei                   | 1       | 0,24 %  | Opposition             |
| Total                                  | 413     | 100 %   | —                      |